# Фербери (Илиноис)
Фербери (енгл. Fairbury) град је у америчкој савезној држави Илиноис. По попису становништва из 2010. у њему је живело 3.757 становника.

## Демографија
Према попису становништва из 2010. у граду је живело 3.757 становника, што је 211 (5,3%) становника мање него 2000. године.
| Група             | 2000.         | 2010.         |
| Белци             | 3.805 (95,9%) | 3.540 (94,2%) |
| Афроамериканци    | 16 (0,4%)     | 25 (0,7%)     |
| Азијати           | 18 (0,5%)     | 24 (0,6%)     |
| Хиспаноамериканци | 103 (2,6%)    | 130 (3,5%)    |
| Укупно            | 3.968         | 3.757         |